# Альтдорф-бай-Нюрнберг
Альтдорф-бай-Нюрнберг (нім. Altdorf bei Nürnberg, тобто Альтдорф під Нюрнбергом) — місто в Німеччині, в землі Баварія. Підпорядковується адміністративному округу Середня Франконія. Входить до складу району Нюрнбергер-Ланд.
Площа — 46,59 км2. Населення становить 15 450 ос. (станом на 31 грудня 2020).